# 전주서곡초등학교
전주서곡초등학교는 대한민국 전북특별자치도 전주시 완산구 효자동3가에 있는 공립 초등학교이다.

## 학교 연혁
- 2000. 03. 02 전주서곡초등학교 개교(25학급 편성, 재학생 719명)
- 2003. 03. 02 제2대 양복식 교장 부임(44학급, 재학생 1,669명)
- 2005. 03. 02 제3대 황병진 교장 부임(47학급 편성, 재학생 1,900명)
- 2007. 03. 01 제4대 김현석 교장 부임(55학급 편성, 재학생 1,931명)
- 2010. 09. 01 제5대 송경식 교장 부임
- 2014. 02. 13 제14회 졸업식 316명 졸업(총 졸업생 3,713명)
- 2014. 03. 03 제6대 곽효식 교장 부임(44학급 편성, 재학생 1,212명)
- 2016. 09. 01 제7대 임흥순 교장 부임(40학급 편성, 재학생 1,085명)
- 2019. 03. 01 제8대 고현일 교장 부임(32학급 편성, 재학생 886명)

## 참고 자료
- 전주서곡초등학교 - 한국교육학술정보원 학교알리미